# Canadá en los Juegos Paralímpicos de Atenas 2004
Canadá estuvo representado en los Juegos Paralímpicos de Atenas 2004 por un total de 146 deportistas, 92 hombres y 54 mujeres.

## Medallistas
El equipo paralímpico canadiense obtuvo las siguientes medallas:
| Nombre | Deporte                       | Evento                                      |
| --- | ----------------------------- | ------------------------------------------- |
| Oro |                               |                                             |
| Chantal Petitclerc | Atletismo                     | 100 m T54 femenino                          |
| Chantal Petitclerc | Atletismo                     | 200 m T54 femenino                          |
| Chantal Petitclerc | Atletismo                     | 400 m T54 femenino                          |
| Chantal Petitclerc | Atletismo                     | 800 m T54 femenino                          |
| Chantal Petitclerc | Atletismo                     | 1500 m T54 femenino                         |
| Chelsea Clark | Atletismo                     | 100 m T34 femenino                          |
| Chelsea Clark | Atletismo                     | 200 m T34 femenino                          |
| Lisa Franks | Atletismo                     | 200 m T52 femenino                          |
| Lisa Franks | Atletismo                     | 400 m T52 femenino                          |
| Andre Beaudoin | Atletismo                     | 200 m T52 masculino                         |
| Patrick Anderson Jaimie Borisoff Brad Bowden David Durepos David Eng Travis Gaertner Roy Henderson Joey Johnson Adam Lancia Ross Norton Richard Peter Chris Stoutenburg           | Baloncesto en silla de ruedas | Torneo masculino                            |
| Paul Gauthier | Bochas                        | Individual BC3 mixto                        |
| Amy Alsop Viviane Forest Kelley Hannett Annette Lisabeth Nancy Morin Contessa Scott                                                                                               | Golbol                        | Torneo femenino                             |
| Kirby Cote | Natación                      | 50 m libre S13 femenino                     |
| Kirby Cote | Natación                      | 100 m libre S13 femenino                    |
| Kirby Cote | Natación                      | 400 m libre S13 femenino                    |
| Kirby Cote | Natación                      | 100 m mariposa S13 femenino                 |
| Kirby Cote | Natación                      | 200 m estilos SM13 femenino                 |
| Anne Polinario | Natación                      | 50 m libre S10 femenino                     |
| Anne Polinario | Natación                      | 100 m libre S10 femenino                    |
| Stéphanie Dixon | Natación                      | 100 m espalda S9 femenino                   |
| Chelsey Gotell | Natación                      | 100 m espalda S13 femenino                  |
| Benoît Huot | Natación                      | 50 m libre S10 masculino                    |
| Benoît Huot | Natación                      | 100 m libre S10 masculino                   |
| Benoît Huot | Natación                      | 400 m libre S10 masculino                   |
| Benoît Huot | Natación                      | 100 m mariposa S10 masculino                |
| Benoît Huot | Natación                      | 200 m estilos SM10 masculino                |
| Walter Wu | Natación                      | 400 m libre S13 masculino                   |
| Plata |                               |                                             |
| Chelsea Lariviere | Atletismo                     | 100 m T34 femenino                          |
| Andre Beaudoin | Atletismo                     | 400 m T52 masculino                         |
| Jason Dunkerley | Atletismo                     | 1500 m T11 masculino                        |
| Kelly Smith | Atletismo                     | Maratón T54 masculino                       |
| Stéphanie Dixon | Natación                      | 100 m libre S9 femenino                     |
| Stéphanie Dixon | Natación                      | 400 m libre S9 femenino                     |
| Stéphanie Dixon | Natación                      | 100 m mariposa S9 femenino                  |
| Stéphanie Dixon | Natación                      | 200 m estilos SM9 femenino                  |
| Kirby Cote | Natación                      | 100 m braza SB13 femenino                   |
| Kirby Cote | Natación                      | 100 m espalda S13 femenino                  |
| Anne Polinario | Natación                      | 100 m espalda S10 femenino                  |
| Danielle Campo Andrea Cole Stéphanie Dixon Anne Polinario | Natación                      | 4 × 100 m libre (34 ptos.) femenino         |
| Elisabeth Walker Stéphanie Dixon Darda Beiger Anne Polinario | Natación                      | 4 × 100 m estilos (34 ptos.) femenino       |
| Walter Wu | Natación                      | 100 m Backstroke S13 masculino              |
| Walter Wu | Natación                      | 200 m estilos SM13 masculino                |
| Donovan Tildesley | Natación                      | 200 m estilos SM11 masculino                |
| Donovan Tildesley | Natación                      | 400 m libre S11 masculino                   |
| Benoît Huot | Natación                      | 100 m espalda S10 masculino                 |
| Mike Bacon Allan Chartrand Ian Chan Jared Funk Garett Hickling Fabien Lavoie Raymond Lizotte Daniel Paradis Allam Semenuik Patrice Simard Michael Whitehead David Willsie         | Rugby en silla de ruedas      | Torneo mixto                                |
| Bronce |                               |                                             |
| Diane Roy | Atletismo                     | 400 m T54 femenino                          |
| Diane Roy | Atletismo                     | 1500 m T54 femenino                         |
| Jessica Matassa | Atletismo                     | 800 m T54 femenino                          |
| Courtney Knight | Atletismo                     | Disco F13 femenino                          |
| Andre Beaudoin | Atletismo                     | 100 m T52 masculino                         |
| Jeff Adams | Atletismo                     | 400 m T54 masculino                         |
| Stuart McGregor | Atletismo                     | 800 m T13 masculino                         |
| Dean Bergeron | Atletismo                     | 800 m T52 masculino                         |
| France Gagne | Atletismo                     | Jabalina F13 masculino                      |
| Clayton Gerein | Atletismo                     | Maratón T52 masculino                       |
| Tracey Ferguson Marni Abbott Chantal Benoit Shira Golden Jennifer Krempien Linda Kutrowski Arley McNeney Kendra Ohama Danielle Peers Sabrina Pettinicchi Lori Radke Karla Tritten | Baloncesto en silla de ruedas | Torneo femenino                             |
| Alison Kabush Paul Gauthier | Bochas                        | Dobles BC3 mixto                            |
| Karen Brain | Hípica                        | Doma individual grado IV mixto              |
| Karen Brain | Hípica                        | Doma individual estilo libre grado IV mixto |
| Chelsey Gotell | Natación                      | 50 m libre S13 femenino                     |
| Chelsey Gotell | Natación                      | 100 m libre S13 femenino                    |
| Chelsey Gotell | Natación                      | 200 m estilos SM13 femenino                 |
| Danielle Campo | Natación                      | 50 m libre S7 femenino                      |
| Danielle Campo | Natación                      | 400 m libre S7 femenino                     |
| Stéphanie Dixon | Natación                      | 50 m libre S9 femenino                      |
| Elisabeth Walker | Natación                      | 50 m mariposa S7 femenino                   |
| Andrea Cole | Natación                      | 100 m mariposa S8 femenino                  |
| Brian Hill | Natación                      | 100 m espalda S13 masculino                 |
| Brian Hill | Natación                      | 400 m libre S13 masculino                   |
| Donovan Tildesley | Natación                      | 100 m libre S11 masculino                   |